# Osipy-Wydziory Pierwsze
Osipy-Wydziory Pierwsze – wieś w Polsce położona w województwie podlaskim, w powiecie wysokomazowieckim, w gminie Wysokie Mazowieckie.
W latach 1975–1998 miejscowość administracyjnie należała do województwa łomżyńskiego.
Wierni kościoła rzymskokatolickiego należą do parafii św. Jana Chrzciciela w Wysokiem Mazowieckiem.

## Historia
Wieś założona zapewne na początku XX w., po parcelacji i wycięciu (wydarciu) lasów folwarku Osipy. 
W roku 1921 wymieniono tylko Osipy-Wydziory, gdzie naliczono 15 budynków z przeznaczeniem mieszkalnym oraz 114 mieszkańców (58 mężczyzn i 56 kobiet). Wszyscy podali narodowość polską. Wyznanie rzymskokatolickie zgłosiło 111 osób, a prawosławne 3. Mapa z 1934 r. rozróżnia już dwie wsie: Osipy Wydziory Pierwsze i Osipy Wydziory Drugie.

### Szkoła
W 1922 roku zaczęła funkcjonować tu 2. klasowa szkoła powszechna, liczyła 71 uczniów. W kolejnych latach stan szkoły wynosił: 1923-83, 1924-83, 1925-93, 1929-92, 1930-92 uczniów.
Nauczyciele: 1929 - Rakówna Emilia, Syrkówna Stefania, 1935, 1936 - Szłapowa Józefa, 1941 - Kubacki Ludwik, Kiełak Stefania, Kulesza Stefania..
Stefania Kiełek prowadziła tajne nauczanie podczas okupacji niemieckiej. Po dekonspiracji została pobita przez Niemców i poszczuta psami. Doznała licznych ran.